# Rezerwat przyrody Jezioro Obradowskie
Jezioro Obradowskie – torfowiskowy rezerwat przyrody znajdujący się na terenie gminy Parczew, w powiecie parczewskim, w województwie lubelskim. Jest położony w obrębie Lasów Parczewskich, na gruntach będących w zarządzie Nadleśnictwa Parczew.

## Informacje ogólne
- powierzchnia (według aktu powołującego) – 81,79 ha
- powierzchnia (dane nadesłane z nadleśnictwa) – 82,74 ha, w tym powierzchnia leśna 34,44 ha[1]
- rok utworzenia – 1975
- dokument powołujący – Zarządzenie Ministra Leśnictwa i Przemysłu Drzewnego z dnia 26 marca 1975 roku w sprawie uznania za rezerwat przyrody (MP nr 11, poz. 64).
- przedmiot ochrony (według aktu powołującego) – zachowanie jeziora dystroficznego oraz naturalnych zbiorowisk torfowiskowych i leśnych z obecnością rzadkich składników flory, w tym wielu gatunków podlegających ochronie prawnej.
- uwagi – podlega ochronie w zakresie międzynarodowego prawa ochrony przyrody – leży w granicach Międzynarodowego Rezerwatu Biosfery „Polesie Zachodnie”[3][4].

Rezerwat nie posiada planu ochrony, obowiązują w nim jednak zadania ochronne, na mocy których obszar rezerwatu podlega ochronie czynnej.
Teren rezerwatu wchodzi w skład dwóch obszarów sieci Natura 2000: siedliskowego „Ostoja Parczewska” PLH060107 i ptasiego „Lasy Parczewskie” PLB060006.

## Flora
Do chronionych gatunków flory występujących na terenie rezerwatu należą: wroniec widlasty, widłak jałowcowaty, widłak goździsty, brzoza niska, wierzba lapońska, rosiczka okrągłolistna, rosiczka pośrednia, wawrzynek wilczełyko, kukułka krwista, kukułka szerokolistna, kruszczyk błotny, podkolan biały, bagnica torfowa, turzyca strunowa, gnidosz błotny, pływacz Brema, turzyca obła, turzyca torfowa. 

## Turystyka
Przez teren rezerwatu wiedzie ścieżka edukacyjna „Jezioro Obradowskie” o długości 800 m, z czego około 700 m stanowi drewniana kładka prowadząca przez ciekawsze pod względem florystycznym fragmenty lasu i torfowiska. Część ścieżki edukacyjnej stanowi pływający pomost widokowy na Jeziorze Obradowskim.
Obok rezerwatu przebiega  szlak czerwony tzw. „partyzancki” (LU – 5515), wiodący z Urszulina do Parczewa, a także trasa rowerowa.